# Bayan Layla

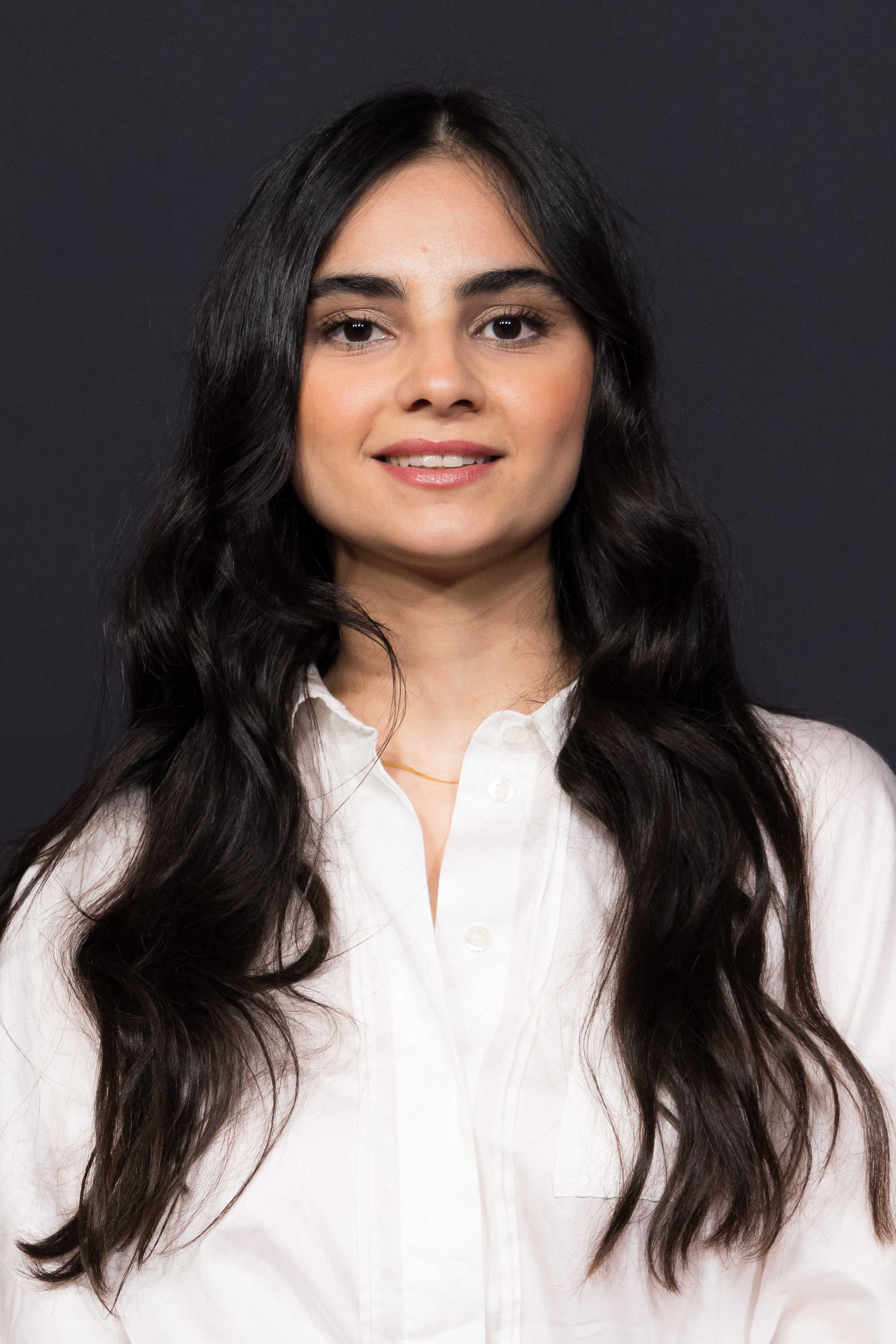
Bayan Layla (2024)

Bayan Layla (* 1996) ist eine syrisch-deutsche Schauspielerin.

## Leben
Bayan Layla, geboren und aufgewachsen in Syrien, begann ein Studium der Architektur an der Universität Hama, bevor sie 2015 in ihrer Wahlheimat Leipzig erste Bühnenerfahrungen machte.
An der Bürgerbühne des Staatsschauspiels Dresden spielte sie 2016 in Romeo und Julia. 2017 spielte sie an der Volksbühne Berlin in Iphigenie die Rolle einer Schauspielaspirantin, bevor sie 2018 am Theater an der Ruhr die Hauptrolle in der Produktion Days in the Sun übernahm.
2019 begann sie ein Schauspielstudium an der Theaterakademie August Everding.
Im dritten Studienjahr trat sie ihr erstes Engagement am Badischen Staatstheater in Karlsruhe an, wo sie u. a. mit den Regisseuren Anna Bergmann, Marthe Meinhold und Marius Schötz arbeitete.
In dem Debüt Film Elaha übernahm Bayan die Titelrolle, wofür sie als Perspektive-Talent im Bereich Schauspiel ausgewählt wurde bei der neuen Reihe Perspektive Match der Sektion Perspektive deutsches Kino der Berlinale und wurde für den Heiner-Carow-Preis nominiert. Der Film gewann außerdem bei dem Locarno Filmfestival den Kaiju Cinema Diffusion Prize (First Look Section). 2023 feierte der Film Premiere bei den Internationalen Filmfestspielen Berlin. Layla gewann 2023 hierfür den New Faces Award als Beste Nachwuchsschauspielerin, den First Steps – Götz-George Nachwuchspreis, den bayerischen Filmpreis als Beste Nachwuchsspielerin und wurde für den deutschen Filmpreis (Lola), Preis der deutschen Filmkritik und Deutschen Schauspielpreis nominiert.

## Filmografie (Auswahl)
Kino
- 2021: Generation Tochter
- 2023: Elaha
- 2024: Im Rosengarten
- 2024: Hygge

Fernsehen
- 2023: Made in Germany
- 2024: Informant – Angst über der Stadt (Fernsehserie, 16 Folgen)

Streaming
- 2023: Mandy und die Mächte des Bösen

## Auszeichnungen
- 2023: New Faces Award als beste Nachwuchsschauspielerin für Elaha[6]
- 2023: First Steps – Götz-George Nachwuchspreis für Elaha[7][8]
- 2024: Bayerischer Filmpreis 2023 in der Kategorie Beste Nachwuchsdarstellerin für Elaha
- 2023: Heiner-Carow-Preis Berlinale-Perspektive deutsches Kino (Nominierung)
- 2024: Deutscher Filmpreis (Lola) als beste weibliche Hauptrolle für ELAHA (Nominierung)[9]
- 2024: Preis der deutschen Filmkritik als beste weibliche Hauptrolle für ELAHA (Nominierung)[10]